# Чеський центр у Києві
Чеський центр у Києві — входить до складу управління чеських центрів та є частиною Міністерства закордонних справ Чехії й займається популяризацією чеської культури та освіти в Україні.

## Діяльність
До мережі чеських центрів входить 23 державні установи. Чеські центри як додаткова ланка дипломатичних структур всебічно репрезентують Чехію за кордоном. Діяльність Чеського центру в галузі культури не обмежується традиційними напрямами у музиці, кіно, театральному чи образотворчому мистецтві, але також направлена на розвиток нових його тенденцій і альтернативних пошуків.
Чеський центр організовує та підтримує культурні та освітні акції, які створюють цілісне уявлення про Чехію як про країну, що прагне до інтеграції з найрозвинутішими країнами світу.
В освітній сфері Чеський центр проводить групові мовні курси, а також надає інформацію про них та можливості навчання в Чехії. Курси чеської мови від Чеського центру для дорослих та дітей від початкового рівня до вільного володіння мовою відбуваються не лише в Києві, але й у Харкові, Івано-Франківську та Львові.
Чеський центр також є єдиною акредитованою установою в Україні, де можна здати міжнародний сертифікований іспит з чеської мови, який визнається практично всіма університетами та роботодавцями Чехії.
На постійній основі в Чеському центрі функціонує розмовний клуб, де всі охочі можуть вдосконалювати свої розмовні навички.

## Культурні акції 2012 року
- 19 січня-7 лютого 2012 року — виставка Їржі Корнатовського «Медитація Картиною» в Bottega Gallery.
- 1 лютого-29 лютого 2012 року — фотовиставка «Невідома Чехія» в Харкові
- 6 лютого 2012 року — показ фільму Філіпа Ремунди «Чеський мир» та майстер-клас з відомим режисером.
- 19 березня 2012 року — участь чеського бренду Oldschool в Українському тижні моди, зокрема дизайнера Павла Брейхи.
- 23-29 березня 2012 року — участь трьох чеських фільмів «Катка», «Все на благо миру та Ношовіц», «Хроніка Олдржіха С.» в міжнародному фестивалі документального кіно про права людини DocudaysUA.
- 24,25,27 квітня — презентація книги Данієля Кайзера «Дисидент Вацлав Гавел» у Харкові, Києві та Львові.
- 13-21 липня 2012 року — майстер-клас головного редактора популярного у Чехії щоквартальника та вебпорталу Cinepur Зузани Паукової на Одеському міжнародному кінофестивалі.
- 29 серпня 2012 року — чеські гурти Kuzmich Orchestra, Muff, Points, Vojtech Prochazka Trio на фестивалі Jazz Koktebel.

## Культурні та освітні заходи 2013 року
- 17 січня-3 березня 2013 року — фотовиставка призера 30 міжнародних фотоконкурсів Мартіна Странки  в галереї Brucie Collections
- 30 травня-30 серпня 2013 року — Ukrajina Now! виставка молодих українських митців у галереї Чеського центру в Празі. Проект організовано Чеським центром у Києві спільно з Щербенко Арт Центр, за підтримки Посольства Чеської Республіки.
- 24 травня-1 червня 2013 року — Книжковий Арсенал. Презентація українського видання книги чеського письменника Ярослава Рудіша «Останні дні панку в „Гельсінкі“»; зустріч з чеським ілюстратором Мартіном Кубатом, майстер-клас Кубата для дітей.
- 12 липня-20 липня 2013 року — Одеський міжнародний кінофестиваль: показ оскароносного фільму «Потяги під пильним наглядом» (1966) та майстер-клас режисера світового значення Їржі Менцла.
- 13 вересня 2013 року — Staropramen Czech Open Stage — спеціальна подія на фестивалі світової сучасної музики «Джаз Коктебель».
- 9 вересня-15 вересня 2013 року — проект «Бікіні» відомої чеської скульпторки Вероніки Псоткової на фестивалі сучасного мистецтва ARTISHOK.

- 17-20 листопада 2013 року — Відгуки Міжнародного кінофестивалю про права людини «Один світ» в Дніпропетровську. В дискусії до фільму «Твердиня» взяли участь спеціальні гості — колишній міністр МВС Чехії Ян Румл та колишній міністр приватизації та навколишнього середовища Їржі Скаліцькі.
- 14-16 листопада 2013 року — участь 10 чеських університетів у виставці «Освіта та кар'єра 2014».
- 6 грудня 2013 року — майстер-клас віртуоза сучасної чеської сценографії, режисерки Яни Прекової.
- 12 грудня 2013 року — зустріч з чеськими посадовцями та експертами з дослідження злочинів комунізму Павлом Жачеком та Патріком Кошіцькі.

## Культурні та освітні заходи 2014 року
- 26 лютого 2014 року — дискусія в Книгарні Є  за участі відомого чеського журналіста і громадського діяча Томаша Клвані
- 8-14 квітня 2014 року — Книжковий арсенал. Презентація українського перекладу роману-бестселлеру чеської письменниці Катержини Тучкової «Житковські богині». Виставка чеської ілюстрації «11 світів» та майстер-клас для дітей ілюстратора Девіда Бьома «Намалюй собі голову». Дискусія чеської перекладачки Ріти Кіндлерової та Оксани Забужко про тонкощі перекладу книжок.
- 14-18 квітня 2014 року — Мінський тиждень моди за участі чеського фешн-фотографа Бари Прашілової та дизайнера аксесуарів Анастасії Алейнікавої.
- 24-26 квітня 2014 року — відгуки Міжнародного фестивалю документального кіно Їглава в Ужгороді. Показ чотирьох чеських фільмів за участі режисерів (Мартіна Малінова), продюсерів (Петр Мінаржік) та організатора фестивалю (Тереза Свадошева).
- 17 квітня — 10 травня 2014 року — виставка відомого чеського художника професора Владіміра Коколі в Bottega Gallery та Shcherbenko Art Centre.
- 15 травня 2014 року — лекція відомого чеського архітектора, засновника агентства «Студія А69» Ярослава Вертіга
- 27 травня 2014 року — прес-конференція першого директора Інституту тоталітарних режимів в Празі Павла Жачека та директора Інституту національної пам'яті Володимира В'ятровича.

## Керівництво
- 2007-2011 — Рудольф Седлачек
- 2011-2014 — Дагмар Остржанська, II Радник Посольства Чеської Республіки в Україні
- Червень-листопад 2014 — Люба Свободова
- Від листопаду 2014 — Луція Ржегоржікова, II Радник Посольства Чеської Республіки в Україні